# Amoya moloanus
Amoya moloanus és una espècie de peix de la família dels gòbids i de l'ordre dels perciformes.

## Morfologia
- Els mascles poden assolir 6 cm de longitud total.[5][6]

## Alimentació
Menja peixets i invertebrats.

## Hàbitat
És un peix de clima tropical i demersal.

## Distribució geogràfica
Es troba al Pacífic occidental: Illes Ryukyu, les Filipines, Indonèsia, Papua Nova Guinea i el delta del riu Mekong.

## Observacions
És inofensiu per als humans.